# Кадяйкин, Евгений Семёнович
Евгений Семёнович Кадяйкин (15 августа 1928 — 4 марта 2021) — советский легкоатлет, участник Летней Олимпиады 1956 года.

## Биография
В годы войны работал в Орске на эвакуированном Тульском оружейном заводе токарем.
В 1947 году окончил Оренбургский техникум физической культуры и поступил в Казахский государственный институт физической культуры.
В октябре 1952 года выполняет норматив мастера спорта в беге на 3000 м с препятствиями. В августе 1953 в первенстве СССР в Москве занимает на этой дистанции четвёртое место и включается в сборную легкоатлетическую команду СССР для подготовки к чемпионату Европы 1954 года в швейцарском Берне. На чемпионате из-за травмы занимает 8-е место.
На Олимпиаде в Мельбурне не вышел в финал.
Всего в активе Евгения Кадяйкина 17 званий чемпиона и 29 рекордов Казахской ССР, 8 званий чемпиона Спартакиад республик Средней Азии и Казахстана.
После окончания карьеры спортсмена тренировал сборную Казахской ССР. Заслуженный тренер Казахской ССР.
Евгений Семенович Кадяйкин — почетный профессор Академии спорта и туризма Республики Казахстан, Заслуженный работник физической культуры Казахской ССР, Заслуженный тренер Казахской ССР, обладатель многих других почетных званий. Он многолетний победитель конкурсов Федерации легкой атлетики Казахской ССР за звание лучшего тренера года. В числе его учеников 5 чемпионов СССР, свыше 150 чемпионов Казахской ССР, 26 мастеров спорта СССР.

## Награды
- Орден «Знак Почёта» (27.04.1957) — «за успехи, достигнутые в деле развития массового физкультурного движения в стране, повышения мастерства советских спортсменов, и успешное выступление на международных соревнованиях»